# Przekaz myśli
Przekaz myśli (zapis stylizowany: PRZEKAZ MYŚLI) – singel polskiego rapera Żabsona. Singel został wydany 5 grudnia 2024.

## Geneza utworu i historia wydania
Utwór napisali i skomponowali Mateusz Zawistowski i Michał Kożuchowski, który również odpowiada za produkcję utworu.
Singel ukazał się w formacie digital download 5 grudnia 2024 w Polsce za pośrednictwem wytwórni płytowej Internaziomale w dystrybucji Universal Music Polska.

## Teledysk
Do utworu powstał teledysk zrealizowany przez God.wifi, który udostępniono 6 grudnia 2024 za pośrednictwem serwisu YouTube.

## Lista utworów
- Digital download[2]

1. „Przekaz myśli” – 2:32

## Notowania

### Pozycje na listach sprzedaży
| Kraj   | Lista (2024)             | Najwyższa pozycja |
| ------ | ------------------------ | ----------------- |
| Polska | Billboard Poland Songs   | 10                |
| Polska | OLiS – single w streamie | 9                 |